# 出来事 (クルアーン)
『出来事』（できごと）とは、クルアーンにおける第56番目の章（スーラ）。96の節（アーヤ）から成る。マッカ啓示に分類される。
冒頭の「（起るべき）出来事が起る時」に因んでこの題名が採られている。その「出来事」とは、「不可避のこと」、すなわち審判の日である。

## 内容
「出来事が起る時」、大地は揺れ、山々は砕け散り、人々は「三つの仲間」に分けられる。「率先する者」には「休息と、おいしい食べ物と、至福の楽園」があり、「右がわの者」は日陰と泉と果物と乙女たちのいる地が用意されているが、「左がわの者」、「嘘つきで、迷う者の仲間」には地獄の業火と煮えたぎる湯と黒煙のもてなしが用意されている（1-56節）。
章の後半は、信じようとしない者たちへの厳しい問いかけが繰り返され（57-95節）、よって主の御名をたたえよ、として締めくくられる（96節）。

## アラビア語による『出来事』全文
- アル・クルアーン第56章 『سورة الواقعة（出来事）』